# Gazioğlu, Tekirdağ
Gazioğlu là một xã thuộc thành phố Tekirdağ, tỉnh Tekirdağ, Thổ Nhĩ Kỳ. Dân số thời điểm năm 2011 là 314 người.